# Lymantria rhodina
Lymantria rhodina är en fjärilsart som beskrevs av Walker 1865. Lymantria rhodina ingår i släktet Lymantria och familjen tofsspinnare. Inga underarter finns listade i Catalogue of Life.